# 张士逊
张士逊（964年—1049年），字顺之，阴城（今湖北老河口）人，一说故均州（今湖北丹江口市）人。北宋宰相、诗人。

## 生平
宋太宗淳化三年（992年）张士逊举进士第，为均州郧乡县（今湖北郧县）主簿，除射洪（今属四川）令，历江南、广东、河北转运使、礼部尚书、刑部尚书，宋仁宗天圣六年（1028年）拜同中书门下平章事、集贤殿大学士，次年，出知江宁府。明道元年（1032年）进中书侍郎兼兵部尚书，同中书门下平章事，次年进门下侍郎、昭文馆大学士，后再次罢相。宝元元年（1038年）以门下侍郎兼兵部尚书，同中书门下平章事，封郢国公。康定元年（1040年）拜太傅，封邓国公（今河南邓县一带）致仕。皇祐元年（1049年）张士逊卒，年八十六，谥文懿。张士逊曾经活跃于北宋政坛，在仁宗朝三次拜相。陈与义是其曾外孙。

## 延伸阅读
[在维基数据编辑]
 《宋史/卷311》，出自脱脱《宋史》